# Li Shui
Der Fluss Li Shui oder der Li-Fluss bzw. Lishui-Fluss (chinesisch 澧水, Pinyin Lǐ Shuǐ; engl. Lishui River / Li River) ist ein Fluss im Nordwesten der chinesischen Provinz Hunan. Es ist einer der wichtigsten Zuflüsse des Dongting-Sees (Dongting Hu), der wiederum in den Jangtsekiang abfließt.
Seine Hauptquelle liegt im Norden des Kreises Sangzhi von Zhangjiajie. Er fließt durch die Gebiete von Cili, Shimen, Li, Jinshi und Anxiang.
Seine Gesamtlänge beträgt 388 km, sein Einzugsgebiet 18.500 Quadratkilometer.